# Jiří Hrdina
Temple de la renommée du hockey tchèque :
Jiří Hrdina (né le 5 janvier 1958 à Prague en Tchécoslovaquie) est un joueur professionnel de hockey sur glace. Triple champion de la Coupe Stanley en 1989 avec les Flames de Calgary puis avec les Penguins de Pittsburgh en 1991 et 1992, il est aujourd'hui reconverti dans le monde du hockey en tant que recruteur pour les Stars de Dallas. Il a également connu une belle carrière internationale avec notamment une médaille d'or au championnat du monde de 1985 disputé dans sa ville natale et une médaille d'argent aux Jeux olympiques de 1984.

## Carrière

### Carrière en club

#### Les débuts en Tchécoslovaquie
Hrdina commence le hockey à l'âge de six ans dans le club de sa ville natale, le BK Mladá Boleslav, une petite ville à une soixantaine de kilomètres de Prague. En 1977, il quitte sa ville natale qui ne possède pas d'équipe de premier rang dans le championnat de Tchécoslovaquie et rejoint donc le Sparta ČKD Praha.
Il connaît alors une première saison avec les juniors avant de rejoindre l'équipe première en 1978-79 et son équipe finit à la septième place du championnat. Il connaît en 1978 pour la première fois une sélection dans l'équipe nationale pour le championnat du monde junior. Au bout de trois saisons avec l'équipe première du ČKD Praha, Hrdina est appelé pour faire son service militaire et il rejoint alors le club du HC Dukla Trenčín. Lors de sa première saison dans sa nouvelle équipe et malgré ses 38 points inscrits, il ne peut rien faire pour empêcher son équipe de terminer à la douzième et dernière place du championnat ni d'être relégué en I. národní liga, la seconde division. Trenčín joue la saison 1982-83 en seconde division, zone slovaque et termine à la première place de sa zone. L'équipe gagne sa qualification pour retourner en élite en battant l'équipe championne de la zone tchèque, le TJ DS Olomouc, 3 matchs à 0.
En 1983-84, Hrdina est dégagé des obligations militaires et il retourne jouer pour son ancien club, le Sparta ČKD Praha. Lors de l'été suivant, il participe au repêchage d'entrée dans la Ligue nationale de hockey et est choisi lors de la huitième ronde, le 159e joueur choisi au total par les  Flames de Calgary. Il ne décide pas pour autant de rejoindre l'Amérique du Nord et de rester jouer pour Prague. Le championnat 1985-86 voit la mise en place d'une phase de séries éliminatoires après la phase traditionnelle de 34 rencontres de championnat. Prague est la huitième et dernière équipe qualifiée et est éliminée dès le premier tour par les futurs champions : le TJ VSZ Košice. Hrdina termine septième meilleur pointeur du championnat - saison et séries incluses - et également à la troisième place du classement de la Zlatá hokejka - en français la Crosse d'Or - récompense pour le meilleur joueur tchécoslovaque de la saison, trophée remporté cette année par Vladimír Růžička.
Lors de la saison suivante, il termine à la seconde place de ce même classement derrière le gardien de but Dominik Hašek du TJ Tesla Pardubice. Seconds de la saison, les joueurs du Sparta vont perdre en demi-finale des séries contre le HC Dukla Jihlava et finalement terminer à la troisième place de la saison derrière Pardubice et Jihlava. Hrdina est donc second pour la Crosse d'Or mais également troisième pointeur avec un total de 43 réalisations derrière son coéquipier David Volek avec 52 points et Ján Vodila de Košice, également auteur de 43 points mais avec 22 buts contre 20 pour Hrdina. Ce dernier est tout de même élu par le magazine Tip comme meilleur attaquant de la saison. En 1987-88, Hrdina commence la saison dans son pays mais il décide de quitter Prague après les Jeux olympiques de Calgary et rejoint en cours de saison LNH les Flames.

#### Dans la Ligue nationale de hockey

##### Avec les Flames

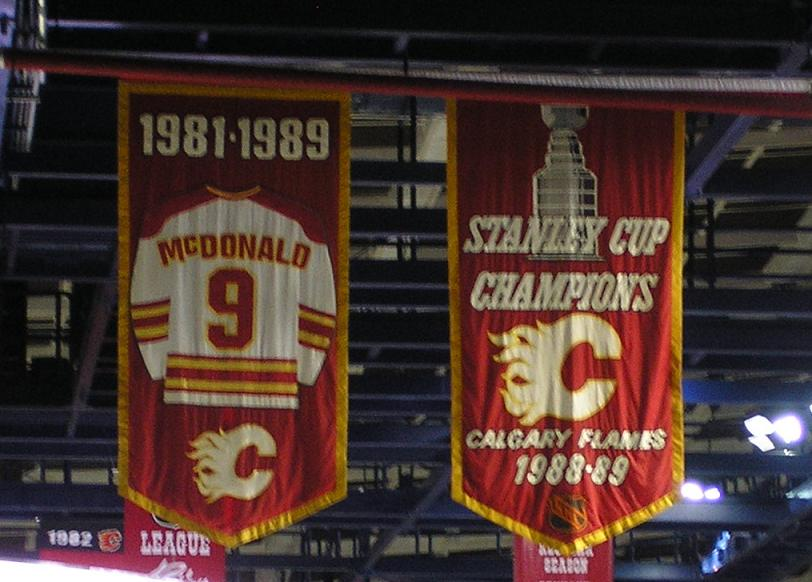
Bannière accrochée dans le Pengrowth Saddledome et commémorant la Coupe Stanley des Flames en 1988-1989.

Lors de son premier match dans la Ligue nationale de hockey sous les couleurs des Flames de Calgary, lors de la saison 1987-1988, Hrdina marque son premier point en réalisant une passe pour le but de la victoire de l'équipe. Il ne joue que neuf matchs dans la saison régulière, inscrivant 7 points mais aide tout de même son équipe à remporter son premier trophée des présidents de son histoire en finissant à la première place de la LNH au cours de la saison régulière. L'équipe est éliminée au second tour des séries 4 matchs à 0 contre les futurs vainqueurs et déjà triples détenteurs de la Coupe Stanley : les Oilers d'Edmonton menés par Wayne Gretzky. Lors de la saison suivante, les Flames finissent une nouvelle fois en tête de la LNH avec deux points d'avance sur les Canadiens de Montréal. Hrdina est le septième pointeur de l'équipe avec un total de 54 réalisations, moitié moins que Joe Mullen, meilleur pointeur de l'équipe et presque quatre fois moins que Mario Lemieux des Penguins de Pittsburgh, meneur de la LNH avec 199 points. Hrdina n'est utilisé que pour quatre matchs lors des séries éliminatoires de la Coupe Stanley mais il est tout de même inscrit sur la Coupe Stanley après la victoire de son équipe en finale contre l'autre équipe canadienne en forme du moment : les Canadiens.
La saison suivante, il est de retour avec les Flames et il joue une soixantaine de matchs dans la saison régulière alors que les Flames finissent à la seconde place du classement à 2 points des 101 des Bruins de Boston. Néanmoins, dès le premier tour des séries, les Flames et Hrdina chutent 4 matchs à 2 contre la nouvelle équipe de Gretzky : les Kings de Los Angeles.

##### Avec les Penguins
Le 13 décembre 1990, Hrdina rejoint les Penguins de Pittsburgh en retour de Jim Kyte. Malgré les efforts de l'équipe pour intégrer Jaromír Jágr, le premier choix des Penguins lors du repêchage d'entrée de 1990, dans la culture nord-américaine, le jeune joueur tchèque est en manque de repère et Hrdina a alors comme mission de favoriser son intégration,. Hrdina retrouve alors Mullen sous la direction d'un ancien entraîneur des Flames : Bob Johnson.
Hrdina est alors âgé de 32 ans et ne joue qu'une quarantaine de matchs pour 20 points. Son équipe est une nouvelle fois qualifiée pour les séries et il joue 14 rencontres sur 24 possibles. Auteur de 4 points lors des séries, il a tout de même une nouvelle fois son nom inscrit sur la Coupe Stanley.
Il participe à la seconde conquête de la Coupe Stanley des Penguins lors de la saison suivante, conquête réalisée sans Johnson mort en décembre et remplacé dans ses fonctions par Scotty Bowman. Au cours de la saison régulière, il joue 56 matchs pour 16 points alors que pour les séries, il joue l'intégralité des matchs. Il ne parvient malgré tout à n'inscrire que 2 points sous forme de 2 passes décisives. Malgré ses trois Coupes Stanley, il décide de mettre un terme à sa carrière à l'issue de la saison, en juin 1992.

### Carrière internationale
Hrdina est sélectionné pour sa première compétition internationale avec l'équipe de Tchécoslovaquie lors du championnat du monde junior de 1978. Les matchs sont joués au Canada et Hrdina est auteur de 4 points en 6 matchs joués pour aider son équipe à finir à la quatrième place du tournoi,.
Il connaît sa première sélection avec l'équipe sénior le 12 décembre 1981 lors d'un match contre l'équipe de la République démocratique allemande et une victoire 7-0 de son équipe. Six jours plus tard, lors du tournoi des Izvestia entre Tchécoslovaques, Suédois, Finlandais et Soviétiques, et alors que Hrdina joue son quatrième match, il va inscrire son premier but de sa carrière en sélection A. Il s'agit du seul but de son équipe lors d'une défaite 2-1 contre les Soviétiques. Entre le 15 et le 24 avril 1982, il est sélectionné pour jouer lors du championnat du monde 1982. L'équipe termine à la seconde place du tournoi avec un but inscrit lors d'une victoire 10 buts à 0 contre l'Italie.
Lors de l'édition suivante, il va aider son équipe à tenir tête aux Soviétiques lors du match les opposant lors de la poule finale. Sergueï Makarov ouvre le score mais Hrdina va lui répondre pour laisser les deux équipes à égalité. Finalement, les deux nations sont à égalité avec deux victoires et un match nul mais avec différentiel de +10 pour l'URSS contre +4, ce sont les Soviétiques qui sont une nouvelle fois sacrés champions du monde.
En 1984, il n'y a pas d'édition de championnat du monde : à la place les nations jouent en février les Jeux olympiques de Sarajevo puis la Coupe Canada en septembre. Premiers lors de la phase de poule des jeux, les Tchécoslovaques vont une nouvelle fois finir derrière les Soviétiques après une défaite 2-0 contre eux. Hrdina auteur de 10 points en 7 matchs termine septième meilleur marqueur du tournoi. Lors de la Coupe Canada, les Tchécoslovaques font grise mine en réalisant un match nul et cinq défaites pour une sixième et dernière place au classement. Hrdina n'inscrit pas le moindre but alors qu'à cette période de sa carrière il affiche 18 buts en 72 matchs.
Entre le 17 avril et le 3 mai 1985, la Tchécoslovaquie accueille en sa capitale l'édition du championnat du monde. Il est aligné aux côtés de Vladimír Růžička et de Pavel Richter et leur trio est l'un des plus performants du tournoi. Hrdina est auteur de quatre points en dix matchs. Après avoir terminé seconds de la première phase, les hôtes du tournoi vont s'imposer en phase finale en remportant les trois matchs joués : 2-1 contre les Soviétiques après avoir perdu 5-1 deux jours auparavant 11-3 contre les Américains mais également 5-3 contre les Canadiens avec un trois buts de Jiří Šejba. L'équipe remporte alors sa sixième et dernière médaille d'or de son histoire,.
Lors du championnat suivant, Hrdina décroche à Moscou la cinquième place des meilleurs marqueurs du tournoi avec 12 points contre 18 points pour le meneur soviétique Sergueï Makarov, et ce malgré les défaites de son équipe au premier tour contre les Polonais puis contre l'Allemagne de l'Ouest. Alors qu'ils sont tenants du titre, les Tchécoslovaques finissent à la cinquième place de la première phase et doivent jouer la poule de maintien. Hrdina inscrit deux buts contre les Canadiens pour une victoire 3-1 lors de la première phase puis un autre lors de la phase de maintien pour la revanche 8-1 contre les Polonais, un nouveau but contre les Allemands et enfin deux autres buts pour terminer le tournoi contre les Américains,.

### Reconversion
Il est maintenant recruteur pour les Stars de Dallas.

## Statistiques

### Statistiques en club
Hrdina a débuté dans le hockey junior en 1964 et devient professionnel en 1978. Il joue 10 saisons dans son pays en tant que senior avant de rejoindre la Ligue nationale de hockey en Amérique du Nord à l'âge de 30 ans. En 5 saisons, il inscrit 130 points pour 250 matchs joués et trois Coupes Stanley.
| Saison                        | Équipe                        | Ligue                         |     | Saison régulière | Saison régulière | Saison régulière | Saison régulière | Saison régulière |   | Séries éliminatoires | Séries éliminatoires | Séries éliminatoires | Séries éliminatoires | Séries éliminatoires |
| Saison                        | Équipe                        | Ligue                         | PJ  | B                | A                | Pts              | Pun              | PJ               | B | A                    | Pts                  | Pun                  |                      |                      |
| 1964-1977                     | BK Mladá Boleslav             | Juniors                       |     |                  |                  |                  |                  |                  |   |                      |                      |                      |                      |                      |
| 1977-1978                     | Sparta ČKD Praha Junior       | 1.liga jr.                    | 35  | 6                | 8                | 14               | 20               |                  |   |                      |                      |                      |                      |                      |
| 1978-1979                     | Sparta ČKD Praha              | 1. liga                       | 39  | 7                | 8                | 15               | 18               |                  |   |                      |                      |                      |                      |                      |
| 1979-1980                     | Sparta ČKD Praha              | 1. liga                       | 44  | 7                | 7                | 14               | 24               |                  |   |                      |                      |                      |                      |                      |
| 1980-1981                     | Sparta ČKD Praha              | 1. liga                       | 42  | 14               | 20               | 34               | 54               |                  |   |                      |                      |                      |                      |                      |
| 1981-1982                     | HC Dukla Trenčín              | 1. liga                       | 44  | 11               | 27               | 38               | 36               |                  |   |                      |                      |                      |                      |                      |
| 1982-1983                     | HC Dukla Trenčín              | I. národní liga               | 36  | 40               | 24               | 64               |                  |                  |   |                      |                      |                      |                      |                      |
| 1983-1984                     | Sparta ČKD Praha              | 1. liga                       | 44  | 16               | 33               | 49               | 28               |                  |   |                      |                      |                      |                      |                      |
| 1984-1985                     | Sparta ČKD Praha              | 1. liga                       | 44  | 18               | 19               | 37               | 30               |                  |   |                      |                      |                      |                      |                      |
| 1985-1986                     | Sparta ČKD Praha              | 1. liga                       | 34  | 26               | 19               | 45               | 30               | 6                | 2 | 2                    | 4                    |                      |                      |                      |
| 1986-1987                     | Sparta ČKD Praha              | 1. liga                       | 31  | 18               | 18               | 36               | 50               | 6                | 2 | 5                    | 7                    |                      |                      |                      |
| 1987-1988                     | Sparta ČKD Praha              | 1. liga                       | 22  | 7                | 15               | 22               | 30               |                  |   |                      |                      |                      |                      |                      |
| 1987-1988                     | Flames de Calgary             | LNH                           | 9   | 2                | 5                | 7                | 2                | 1                | 0 | 0                    | 0                    | 0                    |                      |                      |
| 1988-1989                     | Flames de Calgary             | LNH                           | 70  | 22               | 32               | 54               | 26               | 4                | 0 | 0                    | 0                    | 0                    |                      |                      |
| 1989-1990                     | Flames de Calgary             | LNH                           | 64  | 12               | 18               | 30               | 31               | 6                | 0 | 1                    | 1                    | 2                    |                      |                      |
| 1990-1991                     | Flames de Calgary             | LNH                           | 14  | 0                | 3                | 3                | 4                |                  |   |                      |                      |                      |                      |                      |
| 1990-1991                     | Penguins de Pittsburgh        | LNH                           | 37  | 6                | 14               | 20               | 13               | 14               | 2 | 2                    | 4                    | 6                    |                      |                      |
| 1991-1992                     | Penguins de Pittsburgh        | LNH                           | 56  | 3                | 13               | 16               | 16               | 21               | 0 | 2                    | 2                    | 16                   |                      |                      |
| Totaux LNH                    | Totaux LNH                    | Totaux LNH                    | 250 | 45               | 85               | 130              | 92               | 46               | 2 | 5                    | 7                    | 24                   |                      |                      |
| Totaux Tchécoslovaquie senior | Totaux Tchécoslovaquie senior | Totaux Tchécoslovaquie senior | 380 | 164              | 190              | 354              | 300              | 12               | 4 | 7                    | 11                   |                      |                      |                      |

### Statistiques en équipe nationale
Au cours de toute sa carrière avec l'équipe nationale, Hrdina a joué un total de 194 matchs pour 55 buts inscrits. Les statistiques présentées ci-dessous ne concernent que les matchs internationaux de compétitions officielles.
| Année                | Équipe               | Compétition                 |    | PJ | B  | A  | Pts | Pun                       |  | Résultat |
| 1978                 | Tchécoslovaquie      | Championnat du monde junior | 6  | 1  | 3  | 4  | 0   | Quatrième place           |  |          |
| 1982                 | Tchécoslovaquie      | Championnat du monde        | 9  | 1  | 0  | 1  | 4   | Médaille d'argent         |  |          |
| 1983                 | Tchécoslovaquie      | Championnat du monde        | 9  | 1  | 0  | 1  | 4   | Médaille d'argent         |  |          |
| 1984                 | Tchécoslovaquie      | Jeux olympiques             | 7  | 4  | 6  | 10 | 10  | Médaille d'argent         |  |          |
| 1984                 | Tchécoslovaquie      | Coupe Canada                | 5  | 0  | 1  | 1  | 4   | Sixième et dernière place |  |          |
| 1985                 | Tchécoslovaquie      | Championnat du monde        | 10 | 2  | 2  | 4  | 4   | Médaille d'or             |  |          |
| 1986                 | Tchécoslovaquie      | Championnat du monde        | 10 | 7  | 5  | 12 | 14  | Cinquième place           |  |          |
| 1987                 | Tchécoslovaquie      | Championnat du monde        | 10 | 3  | 3  | 6  | 6   | Médaille de bronze        |  |          |
| 1987                 | Tchécoslovaquie      | Coupe Canada                | 6  | 1  | 2  | 3  | 0   | Quatrième place           |  |          |
| 1988                 | Tchécoslovaquie      | Jeux olympiques             | 8  | 2  | 5  | 7  | 4   | Sixième place             |  |          |
| 1990                 | Tchécoslovaquie      | Championnat du monde        | 9  | 1  | 5  | 6  | 8   | Médaille de bronze        |  |          |
| Totaux International | Totaux International | Totaux International        | 89 | 23 | 32 | 55 | 58  |                           |  |          |

## Trophées et honneurs
- Ligue nationale de hockey
  - Coupe Stanley en 1989 avec les Flames de Calgary
  - Coupes Stanley en 1991 et 1992 avec les Penguins de Pittsburgh